# Diocese de Vitória
A Diocese de Vitória (em latim: Dioecesis Victoriensis) é uma diocese da Igreja Católica localizada no município de Vitoria-Gasteiz, na província de Álava, região autônoma do País Basco. É pertencente a Arquidiocese de Burgos na Espanha. Foi fundada em 8 de setembro de 1861 pelo Papa Pio IX. Com uma população católica de 226.000 habitantes, sendo 67,3% da população total, possui 237 paróquias com dados de 2021.

## História
Em 8 de setembro de 1861 o Papa Pio IX cria a Diocese de Vitória através dos territórios da arquidiocese de Burgos e das dioceses de Calahorra y La Calzada, Pamplona e Tudela e Santander. Em 1949 a diocese de Vitória juntamente com a Diocese de Santander perdem território para a formação da Diocese de Bilbao. No mesmo ano a diocese de Vitória perde território para a formação da Diocese de São Sebastião. Ainda em 1949 a diocese de Vitória ganha parte do território da Diocese de Calahorra e La Calzada. 

## Lista de bispos
A seguir uma lista de bispos desde a criação da diocese em 1861.
|                   | Nome                             | Período           | Notas                                       |
| Bispos de Vitória | Bispos de Vitória                | Bispos de Vitória | Bispos de Vitória                           |
| ----------------- | -------------------------------- | ----------------- | ------------------------------------------- |
| 15º               | Juan Carlos Elizalde Espinal     | 2016 - atual      |                                             |
| 14º               | Miguel José Aramendía, S.D.B.    | 1995 - 2016       |                                             |
| 13º               | José María Larrauri Lafuente     | 1979 - 1995       |                                             |
| 12º               | Francisco Peralta y Ballabriga   | 1955 - 1978       |                                             |
| 11º               | José María Bueno y Monreal       | 1950 - 1954       |                                             |
| 10º               | Carmelo Ballester y Nieto, C.M.  | 1943 - 1948       | Nomeado arcebispo de Santiago de Compostela |
| 9º                | Mateo Múgica y Urrestarazu       | 1928 - 1937       |                                             |
| 8º                | Zacarías Martínez Núñez, O.S.A   | 1922 - 1927       | Nomeado arcebispo de Santiago de Compostela |
| 7º                | Leopoldo Eijo y Garay            | 1917 - 1922       | Nomeado bispo de Madrid y Alcalá de Henares |
| 6º                | Prudêncio Melo y Alcalde         | 1913 - 1916       | Nomeado bispo de Madrid y Alcalá de Henares |
| 5º                | José Cadena y Eleta              | 1904 - 1913       | Nomeado arcebispo de Burgos                 |
| 4º                | Ramón Fernández Piérola          | 1889 - 1904       | Faleceu no cargo                            |
| 3º                | [Mariano Miguel Gómez Alguacil   | 1880 - 1889       | Nomeado arcebispo de Valladolid             |
| 2º                | Sebastián Herrero, C.O.          | 1876 - 1880       | Nomeado bispo de Córdova                    |
| 1º                | Diego Mariano Alguacil Rodríguez | 1861 - 1876       | Nomeado bispo de Cartagena                  |